# Agglomeration Québec
Die Agglomeration Québec (französisch Agglomération de Québec) ist ein Gemeindeverband im Süden der kanadischen Provinz Québec. Sie liegt in der Verwaltungsregion Capitale-Nationale und ist Teil der Metropolregion Communauté métropolitaine de Québec.
Die Agglomeration umfasst die Provinzhauptstadt Québec sowie die Gemeinden L’Ancienne-Lorette und Saint-Augustin-de-Desmaures. Zu statistischen, nicht aber zu administrativen Zwecken werden auch die Gemeinde Notre-Dame-des-Anges und Wendake (ein Indian reserve der Wyandot) zur Agglomeration hinzugerechnet. Insgesamt zählt die Agglomeration Québec 551.902 Einwohner.
Geschaffen wurde die Agglomeration am 1. Januar 2006, als L’Ancienne-Lorette und Saint-Augustin-de-Desmaures, die 2002 mit Québec fusioniert worden waren, sich wieder abspalteten. Der Agglomerationsrat zählt neun Mitglieder, von denen sieben die Stadt und je einer die übrigen Gemeinden vertreten. Er ist verantwortlich für die Bereitstellung folgender interkommunaler Dienstleistungen:
- Öffentliche Sicherheit (Polizei, Feuerwehr, Zivilschutz, Notfallzentrale)
- Müllabfuhr und Entsorgung
- Trinkwasserversorgung
- Abwasserreinigung
- Überwachung und Aufwertung der Gewässer
- Grundstücksbewertung
- Sozialwohnungen
- Öffentlicher Nahverkehr
- Unterhalt des Hauptstraßennetzes